# Pius Schwert
Pius Louis Schwert (ur. 22 listopada 1892 w Angoli w Nowym Jorku, zm. 11 marca 1941 w Waszyngtonie) – amerykański polityk, członek Partii Demokratycznej.

## Działalność polityczna
W okresie od 3 stycznia 1939 do śmierci 11 marca 1941 (na początku drugiej kadencji) był przedstawicielem 42. okręgu wyborczego w stanie Nowy Jork w Izbie Reprezentantów Stanów Zjednoczonych.